# 法證先鋒IV
《法證先鋒IV》（英語：Forensic Heroes IV），是香港電視廣播有限公司拍攝製作的時裝懸疑電視劇，法證先鋒系列第四部。此劇由黃浩然、李施嬅、譚俊彥、陳煒及朱晨麗領銜主演，由湯洛雯、鄭俊弘、鄭希怡、張曦雯、海俊傑、陳敏之及張頴康聯合演出，並由謝賢、米雪、鮑起靜及麥玲玲特別演出，編審梁敏華、阮美鳳、冼翠貞，監製方俊華，總監製梅小青。該輯故事除了其中一則案件承接第三輯結尾留下的懸點外，其餘內容與前三輯無關。另外，大結局結尾的一則案件也留下懸點。
本劇是《法證先鋒系列》的第四輯，并此劇為2019無綫節目巡禮十九部劇集之一、2019年香港國際影視展十部推介劇集之一及2020無綫節目巡禮十二部劇集之一。中國大陆由優酷同步播出；台灣由LINE TV、Vidol、KKTV、LiTV 線上影視與中華電信MOD、HamiVideo、myVideo影音隨看線上播出。

## 故事大綱
香港法證部的高級化驗師高安（黃浩然飾）、法醫科高級醫生聞家希（李施嬅飾）、西九龍重案組高級督察郭輝煌（譚俊彥飾），這「滅罪鐵三角」帶領著精英團隊，用專業的法證科學，揭示驚人的預謀策劃；用精密的法醫知識，破解隱蔽的人體密碼；用嚴謹的執法精神，披露震撼的罪惡真相！熱血記者徐意（湯洛雯飾），童年憾事竟與高安緊扣牽連；法證專才水慧明（陳煒飾），遭至愛背叛頓成殺人疑兇；警隊精英高靖（朱晨麗飾），鍥而不捨追尋親人被誘拐真相……謎團奇案，重重交錯；冷血兇徒，幕幕驚心！人在做，天在看！「滅罪鐵三角」堅守「邪不勝正，惡不抵善」的信念，誓為死者發聲，替生者雪冤。
将近大結局时，碼頭邊發現四名排列奇異的小丑伏屍在地，四人手上都有不同的武器，分別是針筒、鎚仔、手槍和菜刀，其中一人伸手張開手掌舉「五」字手勢，為第五輯埋下伏筆。

## 拍攝角色被替換
原本徐意角色由黃心穎飾演，但由於受到安心事件醜聞影響下，決定刪走她的戲份並重拍此角色，換上湯洛雯。由於與黃頗多對手戲的朱晨麗無暇重拍，此舉間接導致朱的戲份有所減少。

## 演員表

### 香港化驗署（Hong Kong General Laboratory）
註：現實中對應政府部門為「政府化驗所」（Government Laboratory）。

#### 法證事務部
| 演員           | 角色   | 備注 |
| 黃逸灝（童年） | 高 安  | 高Sir 高級化驗師 1984年出生 水慧明、湛霆、林凱淳、陳浩榮之上司兼好友 聞家希之合作拍擋、知己兼前鄰居 郭輝煌之合作拍擋兼好友 李秋之朋友兼前鄰居 聞家祈之前鄰居 侯敏莉之男友，於第20集因其決定與患有末期癌症的初戀男友Joseph走完最後一段路而分手 徐意之暗戀對象，於第30集起成為其男友 名字諧音：Go On 參見高家、台灣尋親案 |
| 黃浩然         | 高 安  | 高Sir 高級化驗師 1984年出生 水慧明、湛霆、林凱淳、陳浩榮之上司兼好友 聞家希之合作拍擋、知己兼前鄰居 郭輝煌之合作拍擋兼好友 李秋之朋友兼前鄰居 聞家祈之前鄰居 侯敏莉之男友，於第20集因其決定與患有末期癌症的初戀男友Joseph走完最後一段路而分手 徐意之暗戀對象，於第30集起成為其男友 名字諧音：Go On 參見高家、台灣尋親案 |
| 陳 煒          | 水慧明 | Queen、Queen姐 科學鑑證主任 1981年出生 高安之下屬 湛霆、林凱淳、陳浩榮之上司 聞家希、高靖、侯敏莉之好友 張綺寧之好姊妹兼情敵，於第16集發現其與賀立維發生關係而反目，於第23集和好 賀立維之女友，於第16集發現其與張綺寧發生關係而分手 郭輝煌之好友兼暗戀對象，於第29集被其表白，但因小時候身為督察的父親殉職後產生童年陰影而未即時接受其表白，於第30集為其女友及與其結婚 於第29集被犯人用刀挾持，後被郭輝煌所救 於第30集在與郭輝煌追逐疑犯期間遇上汽車爆炸，幸無大礙 參見郭家、麻醉劑殺人案 |
| 鄭俊弘         | 湛 霆  | 科學鑑證主任 1989年出生 高安、水慧明之下屬 余星柏之兼徒弟（第五辑） 郭輝煌之租客 徐意之室友 林凱淳之好友 高靖之好友，並暗戀其，於第30集起為其男友 名字諧音：暫停 |
| 朱滙林         | 林凱淳 | Ocean 科學鑑證主任 郭輝煌之租客 高安、水慧明之下屬 湛霆之好友 |
| 黃耀煌         | 陳浩榮 | Howard 技術員 高安、水慧明之下屬 |
| 張詩欣         | 葉翠萍 | Polly 文員 高安、水慧明之下屬 |

#### 法醫科
| 演員   | 角色   | 備注 |
| 李施嬅 | 聞家希 | Dr. Man、家希 法醫科高級醫生 1986年出生 司徒勳之上司 高安之拍擋、知己兼前鄰居 郭輝煌之拍擋兼好友 水慧明、侯敏莉之好友 高靖之好友兼前鄰居 與施見賢有感情線，於第22集被其表白，於第27集起才成為其女友 於第30集在商場跟蹤Michael Ma，被其發現後在商場停車場幾險被其槍殺，幸被施見賢所救而避過一劫，後被施見賢求婚並成為其未婚妻 參見聞家、無人機炸彈復仇案 |
| 張子   | 司徒勳 | Ivan、阿勳 法醫科醫生 聞家希之下屬 |

### 香港警務處

#### 西九龍總區重案組
| 演員           | 角色   | 備注 |
| 容天佑（青年） | 郭輝煌 | 郭Sir、King Sir、國王 高級督察 1982年出生 高靖、余偉鼎、莫敬超、唐心悅之上司 徐意、湛霆之包租公 高安、聞家希之合作拍擋兼好友 龍映雪、張淑敏、黃永康、殷紅、黎駿宇、莫少華、譚以喬、盧孝達、姚逸桐、顧永健之死敵 水慧明之好友，並暗戀其，於第29集向其表白，但因其小時候身為督察的父親殉職後產生童年陰影而未即時接受表白，於第30集為其男友及與其結婚 於第29集在追逐犯人期間被其用刀劃傷右手，後槍傷其右臂，以拯救被其挾持的水慧明 於第30集在與水慧明追逐疑犯期間遇上汽車爆炸，幸只受皮外傷 參見郭家 |
| 譚俊彥         | 郭輝煌 | 郭Sir、King Sir、國王 高級督察 1982年出生 高靖、余偉鼎、莫敬超、唐心悅之上司 徐意、湛霆之包租公 高安、聞家希之合作拍擋兼好友 龍映雪、張淑敏、黃永康、殷紅、黎駿宇、莫少華、譚以喬、盧孝達、姚逸桐、顧永健之死敵 水慧明之好友，並暗戀其，於第29集向其表白，但因其小時候身為督察的父親殉職後產生童年陰影而未即時接受表白，於第30集為其男友及與其結婚 於第29集在追逐犯人期間被其用刀劃傷右手，後槍傷其右臂，以拯救被其挾持的水慧明 於第30集在與水慧明追逐疑犯期間遇上汽車爆炸，幸只受皮外傷 參見郭家 |
| 李易諭（童年） | 高 靖  | 阿靖、Madam 警長 1992年出生 郭輝煌之下屬 余偉鼎、莫敬超、唐心悅之上司 聞家希之好友兼前鄰居 水慧明、侯敏莉之好友 李秋之朋友兼前鄰居 聞家祈之前鄰居 湛霆之好友兼暗戀對象，於第30集起為其女友 於第24集在追逐疑犯時獲Michael Ma相助，過程被直播及在網上瘋傳，兩人更被網民封為「最勇CP」 於第29集與Michael Ma發生打鬥期間被其用刀刺傷其腹部導致重傷及被其取去佩槍，後被送院救治，後康復 參見高家 |
| 朱晨麗         | 高 靖  | 阿靖、Madam 警長 1992年出生 郭輝煌之下屬 余偉鼎、莫敬超、唐心悅之上司 聞家希之好友兼前鄰居 水慧明、侯敏莉之好友 李秋之朋友兼前鄰居 聞家祈之前鄰居 湛霆之好友兼暗戀對象，於第30集起為其女友 於第24集在追逐疑犯時獲Michael Ma相助，過程被直播及在網上瘋傳，兩人更被網民封為「最勇CP」 於第29集與Michael Ma發生打鬥期間被其用刀刺傷其腹部導致重傷及被其取去佩槍，後被送院救治，後康復 參見高家 |
| 郭子豪         | 余偉鼎 | 鼎少 警員 郭輝煌、高靖之下屬 |
| 胡 㻗          | 莫敬超 | Super 警員 郭輝煌、高靖之下屬 |
| 楊柳青         | 唐心悅 | 唐心 警員 郭輝煌、高靖之下屬，后在第五辑成为井浩然之下屬 在《法证先锋V》已升职当警长 |

#### 其他警員
| 演員   | 角色     | 備註                     |
| 何晉樂 | 鑑證警員 |                          |
| 李顯曜 | 鑑證警員 |                          |
| 簡家麒 | 鑑證警員 |                          |
| 梁嘉駿 | 鑑證警員 |                          |
| 黃潤成 | 鑑證警員 |                          |
| 陳戩浩 | 軍裝警員 |                          |
| 樓嘉豪 | 軍裝警員 |                          |
| 黃凱琪 | 軍裝警員 |                          |
| 彭翔翎 | 軍裝警員 |                          |
| 范仲   | 便衣警員 | 於第17集拘捕梁奕漢的警員 |
| 羅永健 | 便衣警員 | 於第17集拘捕梁奕漢的警員 |
| 陳靖雲 | 便衣警員 | 於第17集拘捕梁奕漢的警員 |
| 丁樂鍶 | 便衣警員 | 於第17集拘捕梁奕漢的警員 |

### 高家
| 演員            | 角色   | 備注 |
| 何偉業          | 高文哲 | （1959－2011） 校長 許若瞳之夫 高安、高善（馬愛薇）、高靖之亡父 已去世，僅在高安之回憶和靈龕相片出現 |
| 甄詠珊          | 許若瞳 | （1963－1996） 高文哲之妻 高安、高善（馬愛薇）、高靖之亡母 於1996年高善（馬愛薇）被擄時曾嘗試救其，但不幸遇上車禍，最終傷重身亡 已去世，僅在高安之回憶和靈龕相片出現 |
| 黃逸灝 （童年） | 高 安  | 高文哲、許若瞳之長子 高善（馬愛薇）之兄，於1996年因疏忽導致其被擄走，與其失散二十三年，於第26集與其相認 高靖之兄 尋親機構「盼回家Homebound」創辦人之一 於第14集被徐意告知其有份擄走高善的真相，並被歸還高善送給其的髮夾 於第16集前往台灣並巧遇尋找高善的徐意，後證實只是同名同姓，於第18集回港 於第25集從徐意口中得知高善（馬愛薇）的消息，在其協助下與高善（馬愛薇）聯絡 於第30集找回被Michael Ma帶走的高善（馬愛薇）後被Michael Ma挾持其及高善（馬愛薇）到天台，並與Michael Ma發生打鬥 參見法證事務部、台灣尋親案                                                                                                  |
| 黃浩然          | 高 安  | 高文哲、許若瞳之長子 高善（馬愛薇）之兄，於1996年因疏忽導致其被擄走，與其失散二十三年，於第26集與其相認 高靖之兄 尋親機構「盼回家Homebound」創辦人之一 於第14集被徐意告知其有份擄走高善的真相，並被歸還高善送給其的髮夾 於第16集前往台灣並巧遇尋找高善的徐意，後證實只是同名同姓，於第18集回港 於第25集從徐意口中得知高善（馬愛薇）的消息，在其協助下與高善（馬愛薇）聯絡 於第30集找回被Michael Ma帶走的高善（馬愛薇）後被Michael Ma挾持其及高善（馬愛薇）到天台，並與Michael Ma發生打鬥 參見法證事務部、台灣尋親案                                                                                                  |
| 林靖文 （童年） | 高 善  | Emma 空中服務員／兼職模特兒 1990年出生 高文哲、許若瞳之次女 高安之大妹 高靖之姊 Michael Ma之養妹 於1996年因高安一時疏忽而被擄走，期間將一隻髮夾送給徐意，其後被賣到人蛇集團，之後因人蛇集團被警方搗破而被送到三藩市一間孤兒院暫住，最後被Michael Ma的父母收養，並被改名為馬愛薇 在六歲時因創傷後選擇性失憶而忘記自己被擄的經歷及以前的記憶 偶爾會目露凶光 因童年時被打扮成小丑的拐子佬拐走而對小丑產生憎恨 於第25集登場，於同集與高安聯絡 於第26集表示已失去兒時記憶，於同集在施見賢及聞家希的幫助下接受心理治療，因而記起當年被擄的經歷及以前的記憶，並與高安、高靖相認 於第30集決定將姓名改回為高善 參見模仿殺人案 |
| 張曦雯          | 高 善  | Emma 空中服務員／兼職模特兒 1990年出生 高文哲、許若瞳之次女 高安之大妹 高靖之姊 Michael Ma之養妹 於1996年因高安一時疏忽而被擄走，期間將一隻髮夾送給徐意，其後被賣到人蛇集團，之後因人蛇集團被警方搗破而被送到三藩市一間孤兒院暫住，最後被Michael Ma的父母收養，並被改名為馬愛薇 在六歲時因創傷後選擇性失憶而忘記自己被擄的經歷及以前的記憶 偶爾會目露凶光 因童年時被打扮成小丑的拐子佬拐走而對小丑產生憎恨 於第25集登場，於同集與高安聯絡 於第26集表示已失去兒時記憶，於同集在施見賢及聞家希的幫助下接受心理治療，因而記起當年被擄的經歷及以前的記憶，並與高安、高靖相認 於第30集決定將姓名改回為高善 參見模仿殺人案 |
| 李易諭 （童年） | 高 靖  | 高文哲、許若瞳之幼女 高安之幼妹 高善（馬愛薇）之妹，於1996年起與其失散二十三年，於第26集與其相認 參見西九龍總區重案組 |
| 朱晨麗          | 高 靖  | 高文哲、許若瞳之幼女 高安之幼妹 高善（馬愛薇）之妹，於1996年起與其失散二十三年，於第26集與其相認 參見西九龍總區重案組 |

### 聞家
| 演員                    | 角色   | 備注 |
| 利穎怡 （配音：葉曉欣） | 聞家祈 | 家祈、大小姐（李秋專稱） （1984－2008） 聞家希之亡姊，曾捐肝協助救其 李秋之前僱主 施見賢之亡女友 高安、高靖之前鄰居 於2008年前往美國進修法醫，但因飛機空難而離世 僅在墓碑照片及聞家希、李秋及施見賢的回憶中出現 |
| 李施嬅                  | 聞家希 | 家希、二小姐（李秋專稱） 聞家祈之妹 李秋之前僱主，但仍保持聯絡，與其情同家人，並視其為母親般看待 曾患肝病，後得聞家祈協助捐肝康復 於第23集在從趙淑娟口中得知李秋失蹤，後知道其患有認知障礙症 參見法醫科、無人機炸彈復仇案 |
| 謝雪心                  | 李 秋  | 秋姐、阿秋 （1944－2019） 聞家之前媽姐，與聞家希情同家人，並被其視為親母般看待 施見賢之朋友，並希望對方能與聞家希相戀 高安、高靖之朋友兼前鄰居 趙淑娟在安老院之同房院友兼好友 於2016年起入住安老院，偶爾會到聞家希家中暫住數天 於第3集登場 於第6集誤以為自己患上腦癌，在聞家希陪同其到醫院進行身體檢查後證實為虛驚一場 於第23集在完成身體檢查後被發現患有認知障礙症，後接受自己患有此病 於第28集參與羅清秀之公關公司所籌辦的婚紗秀，於同集因目擊Michael Ma殺害羅清秀而被其殺害 參見模仿殺人案 |

### 郭家
| 演員            | 角色   | 備注 |
| 袁潔儀          | 郭金碧 | 碧姐、阿碧 甜品店「唐水舖」之老闆娘兼創辦人之一 郭輝煌之姊，並一手帶大其，因唐立本之死對其極為冷淡，於第27集和好 唐立本之妻 唐澄之母 水慧明之姑奶 於第8集登場 於第27集在唐立本之靈龕發現郭輝煌之錄音筆，從而得知當年是唐立本提出在強颱風下到海邊觀浪，而非郭輝煌 與郭輝煌的名字可組成詞組金碧輝煌                                      |
| 張本立          | 唐立本 | 阿本 甜品店「唐水舖」之亡老闆兼創辨人之一 郭金碧之亡夫 郭輝煌之亡姐夫，於1999年為救其而墮海喪命 唐澄之亡父 水慧明之亡姑爺 於第27集交代其靈龕及墓碑之石碑被墳場小偷用斧頭鑿爛 已去世，僅在郭金碧及郭輝煌的回憶中出現 |
| 容天佑 （少年） | 郭輝煌 | 國王 多年前曾遇上交通意外 郭金碧之弟，被其一手帶大，因唐立本之死而被其冷淡對待，於第27集和好 唐立本之舅仔，於1999年其為救墮海的自己而喪命 水慧明之好友，並暗戀其，後為其男友，最後為其夫 唐澄之舅父，為賺取學費供其讀書而將自己所住的單位分租 於工餘時間會到甜品店「唐水舖」幫忙 與郭金碧的名字可組成詞組金碧輝煌 參見西九龍總區重案組 |
| 譚俊彥          | 郭輝煌 | 國王 多年前曾遇上交通意外 郭金碧之弟，被其一手帶大，因唐立本之死而被其冷淡對待，於第27集和好 唐立本之舅仔，於1999年其為救墮海的自己而喪命 水慧明之好友，並暗戀其，後為其男友，最後為其夫 唐澄之舅父，為賺取學費供其讀書而將自己所住的單位分租 於工餘時間會到甜品店「唐水舖」幫忙 與郭金碧的名字可組成詞組金碧輝煌 參見西九龍總區重案組 |
| 陳 煒           | 水慧明 | Queen 郭輝煌之好友兼暗戀對象，後為其女友，最後為其妻 郭金碧之弟婦 唐立本之舅弟婦 唐澄之舅母 於第27集買下甜品店「唐水舖」之舖位，以解決「唐水舖」因前業主加租而造成的經營危機 參見法證事務部、麻醉劑殺人案 |
|                 | 唐 澄  | 阿澄 出生前喪父 郭金碧、唐立本之女 郭輝煌、水慧明之外甥女 僅被郭金碧及郭輝煌描述提及出現 |

### 徐家
| 演員            | 角色  | 備注 |
| 魏惠文          |       | 拐子佬 徐意之舅父，多年前曾威迫其協助誘拐小孩 於1996年拐走高善（馬愛薇）後將其賣走 因拐帶及禁錮罪名在英國被警方拘捕並判監罪名成立而被終身監禁，最後死於監獄 已去世，僅在徐意的回憶中出現 |
| 周麗欣          |       | 拐子婆 徐意之舅母，多年前曾威迫其協助誘拐小孩 於1996年拐走高善（馬愛薇）後將其賣走 因拐帶及禁錮罪名在英國被警方拘捕並判監罪名成立而被終身監禁，最後死於監獄 已去世，僅在徐意的回憶中出現 |
| 梁鎧澄 （童年） | 徐 意 | Chris 網絡新聞社《焦點觸角》資深記者，於第18集起為《制高點》記者 1990年出生 郭輝煌之租客 湛霆之室友 《制高點》直播節目《心理·真理》之主持 兒時其父母因交通意外而去世，後由其舅父母照顧，被二人威迫其協助誘拐小孩，並對此感到愧疚 於1996年協助誘拐高善（馬愛薇），後在其被困在木屋時想放其離開，但失敗 在高善（馬愛薇）被困在木屋時從其口中得知其哥哥名叫高安，因此多年來不斷嘗試尋找高安 暗戀高安，於第30集起為其女友 於第2集登場 於第14集告知高安有關高善（馬愛薇）被擄的內情，並將高善（馬愛薇）送給自己的髮夾還給高安 於第16集前往台灣尋找高善並巧遇高安，後證實該高善只是與高安的大妹同名同姓，於第18集回港 於第18集加入《制高點》擔任記者 於第25集告知高安有關高善（馬愛薇）的消息及協助兩人聯絡 於第30集被高安送了一對耳環，並被其示意下一份禮物是戒指 名字諧音：隨意 參見台灣尋親案 |
| 湯洛雯          | 徐 意 | Chris 網絡新聞社《焦點觸角》資深記者，於第18集起為《制高點》記者 1990年出生 郭輝煌之租客 湛霆之室友 《制高點》直播節目《心理·真理》之主持 兒時其父母因交通意外而去世，後由其舅父母照顧，被二人威迫其協助誘拐小孩，並對此感到愧疚 於1996年協助誘拐高善（馬愛薇），後在其被困在木屋時想放其離開，但失敗 在高善（馬愛薇）被困在木屋時從其口中得知其哥哥名叫高安，因此多年來不斷嘗試尋找高安 暗戀高安，於第30集起為其女友 於第2集登場 於第14集告知高安有關高善（馬愛薇）被擄的內情，並將高善（馬愛薇）送給自己的髮夾還給高安 於第16集前往台灣尋找高善並巧遇高安，後證實該高善只是與高安的大妹同名同姓，於第18集回港 於第18集加入《制高點》擔任記者 於第25集告知高安有關高善（馬愛薇）的消息及協助兩人聯絡 於第30集被高安送了一對耳環，並被其示意下一份禮物是戒指 名字諧音：隨意 參見台灣尋親案 |

### 單元案件

#### 粵劇團連環兇殺案（第1－4集）
| 演員   | 角色   | 備注 |
| 謝 賢  | 龍兆天 | 大龍生 粵劇團創辦人 龍映雪之師傅，視其如親女一樣，多年前起委託龍映雪替其照顧龍耀中 龍耀中之父 於第1集得知龍耀中之死而掌摑龍映雪，兩人曾因此事而一度反目 於第2集得知黃立強之死而與龍映雪正式反目 於第4集與龍映雪和好並賣掉豪宅注資基金協助她，後表明將返回加拿大終老 角色影射：龙贯天 （特別演出1－2、4集） |
| 米 雪  | 龍映雪 | 雪姐 粤劇團班主 龍兆天之徒弟，被其視為親女一樣，多年前受龍兆天委託照顧龍耀中 表面上與龍耀中、黃立強關係良好，實際上與兩人不和 於第1集因龍兆天得知龍耀中之死而被其掌摑，兩人曾因此事而一度反目，於第3集和好 於第2集阻止張淑敏自殺，發生爭執而意外令其受傷 於第3集被懷疑謀殺龍耀中、黃立強、何寶而被警方要求協助調查 於第4集在案件完結後決定永久退出粵劇界，轉為兒童粵劇班導師 |
| 張文慈 | 張淑敏 | 淑敏、敏姐 粵劇團道具總監 龍映雪之助手 臉上長有大面積的胎記 曾患抑鬱症企圖跳海自殺，被龍映雪及時阻止，從而成為其忠心的助手 於第1集故意將龍耀中的原名告訴程貴卿，間接促成龍耀中死亡 於第1集教唆黃誠康殺死黃立強，並用鐵鏈綁住及用虎頭覆蓋其屍體頭部 於第2集自殺未遂，並因被龍映雪發現其為暗中唆使程貴卿及黃誠康殺人，後與對方發生爭執期間其因失足跌倒受傷 於第3集送院治療並要留院觀察並被警方協助調查，後離院及企圖刺傷高靖，但不果 於第4集被警方拘捕並控告其一項襲警罪及兩項教唆殺人罪 |
| 楊證樺 | 黃立強 | 强哥、阿強 粵劇團掌板（樂團指揮） 黃誠康之父，後反目 何秀麗之夫，並經常家暴其 患有愛滋病，並將病毒傳染給其妻 出去找情婦 沉迷賭博及經常跟隨龍耀中北上尋花問柳而感染愛滋病 曾多次虐打何秀麗而導致其多次入院 於第1集因與龍耀中不和，因而在其被刺傷時補刀殺害他 於第1集因被龍耀中要脅，而將砒霜放到的蔘茶中，打算毒死他，卻間接殺死何寶 表面上與龍映雪關係良好，實際與其不和 於第1集被黃誠康使用日本刀殺害，後被張淑敏用鐵鏈綁住及用虎頭覆蓋頭部                                           |
| 嘉 駿  | 龍耀中 | 細龍生、耀中 原名羅德澤 粵劇團藝術總監 龍兆天之私生子 於2003年強姦丁小盈，後因求情接納及證據不足而被判無罪釋放，間接令其跳樓自殺身亡 表面上與龍映雪關係良好，實際與其不和 何寶之好友 於第1集被黃立強指控間接令其感染愛滋病，並藉此要脅其而反目，後遭其殺害 於第1集被程貴卿使用剪刀刺傷，其後被黃立強補刀殺害，用鐵鏈綁住雙手及用虎頭覆蓋頭部 |
| 呂 珊  | 程貴卿 | 卿姐 粵劇團服裝總監 龍映雪之助手 丁小盈之母 於第1集被張淑敏告知龍耀中實為十六年前強姦丁小盈的羅德澤後，用剪刀刺傷龍耀中，後於同集被警方拘捕 |
| 吳香倫 | 蕭桂群 | 群姐 粤劇團化妝總監 何寶之助手 |
| 區靄玲 | 何秀麗 | 麗姐、黃太 黃立強之妻，被其家暴及傳染愛滋病 黃誠康之母 曾多次被黃立強虐打而有經常進入醫院急症室的紀錄，因其虛報為跌傷被警方多次調查此事 於第1集被黃立強家暴而被黃誠康送院治療 於第2集被警方懷疑其與黃立強之死有關而要求其協助調查 於第3集被警方懷疑黃立強家暴之事有關要求其協助調查 |
| 林子超 | 黃誠康 | 誠康 黃立強之子，後反目 何秀麗之子 於第1集為何秀麗報仇而用日本刀殺害黃立強並將何秀麗送院治療 於第2集被警方拘捕 |
| 溫玉瑜 | 何 寶  | 靚少寶、寶哥 粵劇團丑生 龍耀中之好友 於第1集因誤喝了被黃立強加入砒霜的蔘茶後中毒而死 |
| 區明妙 | 丁小盈 | 盈盈 程貴卿之亡女 於2003年被龍耀中強姦，後得知其被判無罪釋放而跳樓自殺身亡 |
| 區軒瑋 |        | 導演（第1集） |
| 余富根 |        | 電視台工作人員 （第1集） |
| 吳子   |        | 電視台工作人員 （第1集） |

#### 石灘小丑伏屍案／真空袋封屍案（第4－8集）
- 此案件承接《法證先鋒III》結尾中中環碼頭小丑三屍命案留下的懸點[6]。

| 演員   | 角色   | 備注 |
| 陸詩韻 | 殷 紅  | 紅姐、何太、殷小姐、Scarlett 剛復出的資深女藝人／志堯珠寶店老闆娘兼贊助商代理人 何志堯之妻 何慶生之媳婦 趙潔如之情敵 經常對助手Susan呼呼喝喝 因被趙永壽懷疑為殺死趙潔如的兇手，而被對方襲擊 於第7集因妨礙司法公正而被警方拘捕 |
| 程 皓  | Susan  | 殷紅之助手 經常被殷紅呼呼喝喝 |
| 黃長興 | 何志堯 | 細何生、Kelvin、Kelvin Ho 珠寶商人／志堯珠寶店老闆 何慶生之子，於2011年收買歐世和等人殺害其 殷紅之夫 趙潔如之情夫 於第4集用酒杯碎片殺害前來勒索的朱海川，並用傘錨裹屍棄諸大海 原為慶生珠寶店少東，後因其父去世而改名志堯珠寶店成為老闆 曾與趙永壽發生爭執，過程中被對方以煙灰皿打傷 於第6集被陳森以保温瓶擊暈並殺害，其屍體被封在有床蝨的真空袋中後棄諸大海，其屍體於第7集被發現 |
| 謝芷倫 | 趙潔如 | 志堯珠寶店職員 趙永壽之女 何志堯之情婦 殷紅之情敵 刻意接近陳森，以協助何志堯尋回當年被歐世和等人劫走的走私鑽石 於第6集被陳森殺害，其屍體被封在有床蝨的真空袋後棄諸大海，其屍體於第7集被發現 |
| 關偉倫 | 趙永壽 | 壽叔、阿壽（何慶生專稱） 資深珠寶鑑定專家／前慶生珠寶店鑑定顧問 曾為珠寶商人 趙潔如之父 何慶生之合作夥伴兼好友 曾與何志堯發生爭執，過程中以煙灰皿打傷對方 於2011年被何志堯收買的歐世和、陳家佑、張海柱企圖襲擊受傷 於第7集得悉其女兒被殺害，並深信殷紅殺害其女兒，因此襲擊對方 |
| 吳沚默 | 李愛琳 | 阿琳 陳森之前女友 曾多次被朱海川強姦，更導致宮外孕，手術後雖保住性命但卻從此不育，其曾因此多次自殺，後與家人移民加拿大，已結婚 於第8集回港探望入獄的陳森，並告訴其朱海川之真面目，但因對方執迷不悟而徹底失望（第8集） |
| 張彥博 | 陳 森  | 蝦條、森仔 珠寶商劫匪之一／花店售貨員 李愛琳之前男友 朱海川之前手下兼好兄弟，實為被其利用及嫁禍罪名 2011年與朱海川犯案後逃至中環碼頭後被警方拘捕 僅行劫及爆竊罪名成立，其他罪名不成立，並自首承認控罪而被法官輕判判監至最低刑罰而僅需獲入獄十年 於第5集交待其在獄中行為良好而獲律政司自動減刑至八年才能夠假釋即將刑滿出獄，因此高安及郭輝煌親身到大欖懲教所探望並拜訪其 於第6集起正式出獄，並決定為朱海川報仇，以保温瓶擊暈並殺害何志堯，再以柔術勒暈趙潔如，將他們的屍體各自封在有床蝨的真空袋中及棄屍大海 於第8集打傷大飛祥，後再次被警方拘捕，入獄後與前來探望的李愛琳會面，雖從其口中得悉朱海川之真面目，但仍執迷不悟，盲目堅信朱海川是好兄弟 角色名字參照楊森 |
| 溫家偉 | 朱海川 | 野豬、大佬（陳森專稱） 2011年中環碼頭小丑三屍命案真正凶手 珠寶商劫匪／通緝犯／職業小丑 歐世和、陳家佑、張海柱之同夥，因分贓不勻而殺害三人 陳森之前老大兼好兄弟，實際上見利忘義，埋沒良心 犯案後逃亡時被警察槍傷至墮海並失蹤而被警方通緝至七年 2018年交代其已失蹤七年而被死因裁判庭於法律上已判處死亡 曾多次背着陳森強暴李愛琳 於第4集現身勒索何志堯，被對方用酒杯碎片殺死，並以傘錨裹屍，棄諸大海，其屍體後因傘錨損毁而沖到石灘，於同集被發現 |
| 謝可逸 | 歐世和 | 和哥 珠寶商劫匪 葉家佑、曾海柱之老大 2011年中環碼頭小丑三屍案死者之一 参见法证先锋III |
| 葉家泓 | 葉家佑 | 阿佑 珠寶商劫匪 歐世和之手下 2011年中環碼頭小丑三屍案死者之一 参见法证先锋III |
| 曾海昌 | 曾海柱 | 阿柱 珠寶商劫匪 歐世和之手下 2011年中環碼頭小丑三屍案死者之一 参见法证先锋III |
| 黃志榮 | 何慶生 | 大何生、生叔、阿生（趙永壽專稱） 珠寶商人／慶生珠寶店老闆 何志堯之亡父 殷紅之亡家翁 趙永壽之合作夥伴兼好友 於2011年被何志堯收買的歐世和、陳家佑、張海柱搶劫及被歐世和殺害 |
| 黃煒溏 | 大飛祥 | 艇家 於第8集被陳森打傷 （第5、8集） |
| 鄧以豪 | 阿 彪  | 駁艇工（第7集） |
| 馮康寧 |        | 魚排老闆（第5集） |
| 黃浚誠 |        | 記者（第7集） |
| 孟希璘 |        | 記者（第7集） |
| 陳家良 |        | 記者（第7集） |
| 左卓盈 |        | 記者（第7集） |
| 陳念君 |        | 花店老闆娘 陳森之僱主（第8集） |

#### 偽造影片案（第8－10集）
| 演員   | 角色   | 備注 |
| 鄭希怡 | 侯敏莉 | Monique、姣敏莉（黎駿宇專稱） 品酒師 1986年出生 聞家希、水慧明、高靖、張綺寧之好友 高安之女友，於第20集分手 Joseph之前學生兼前女友 於第3集登場 於第8集被黎駿宇及莫少華偽造影片誣衊自己色誘黎駿宇 於第14集起前往美國馬里蘭州工作 於第18集與Joseph一同回港，但一直向高安隱瞞此事 於第20集被高安發現其早已與Joseph一起回港，後向高安表示其決定與患有末期癌症的Joseph走完最後一段路，最後高安與其分手 於第30集起回港發展，並祝福高安和徐意有情人終成眷屬 |
| 海俊傑 | 施見賢 | Stan、史釘（李秋專稱） 聲紋專家／聲音及聲紋專家證人 1984年出生 曾修讀聲紋學系及心理學碩士課程 聞家祈之男友，在其死後大受打擊而返回美國修讀大學，間中會返回香港 與聞家希有感情線，於第22集向其表白，但其未即時接受表白，於第27集起為其男友 於第2集被提及，並於第8集回憶片段出現，於第9集起正式登場 於第9集證明影片的聲音屬為偽造 於第10集因證明影片聲音偽造而因此被侯敏莉邀請成為專家證人作提出檢控被告黎駿宇及莫少華 於第11集起結案後返回美國工作 參見其他演员 |
| 陳少邦 | 黎駿宇 | 宇少、黎生 黎氏集團總裁 莫少華之上司 高安、郭輝煌之天敵 與侯敏莉之合作伙伴，後反目 於第8集與莫少華偽造影片誣衊侯敏莉色誘自己 曾給予莫少華利益，使其於第9集更改口供替自己頂罪 於第10集被警方拘捕並控告有犯罪或不誠實意圖而取用電腦、妨礙司法公正（教唆他人及指使他人更改口供內容）、誹謗罪、教唆他人犯罪、性騷擾、發布和公開展示淫褻及不雅物品（于第10集被高靖提及警方听了莫少华声称黎骏宇和淫褻影片的导演Ray Lee一起合拍淫褻影片的证据之后，警方已经逮捕了该淫褻影片的导演Ray Lee，而Ray Lee被逮捕后也承认他被黎骏宇教唆并合作拍摄淫褻影片，而且该影片是未经受害者同意而拍） |
| 莫家淦 | 莫少華 | Martin 黎氏集團總裁助理 黎駿宇之下屬兼助手 於第8集與黎駿宇偽造影片誣衊侯敏莉色誘其 於第9集成為污點證人指證黎駿宇，後來因收取黎駿宇利益而更改口供承認自己一人偽造影片，企圖幫黎駿宇脫罪，但失敗 於第10集被警方拘捕並控告有犯罪或不誠實意圖而取用電腦、妨礙司法公正 |

#### 大山村水泥童骨案（第11－14集）
- 此案件改編自1984年銅鑼灣藏雙屍命案、2009年打鼓嶺坪輋村滅門案及2016年荃灣水泥藏屍案

| 演員           | 角色   | 備注 |
| 馮素波         | 黃婆婆 | 曾照顧鄒浩（第11集） |
| 楊潮凱         | 鄒 浩  | 浩仔 1989年出生 中度智障人士 趙彩蘭被親兄強姦而誕下的兒子，後遭其遺棄，於第10集在尋親機構「盼回家」的幫助下團聚 曾被趙彩蘭誤以其爲蔡伯麟 蔡伯麟同母異父之兄長，與其互不相識 因近親性行為而患上罕見遺傳病肝醣儲積症第七型，同時亦影響到其智商 於第11集因冒雨背暈倒的趙彩蘭求醫而病倒入院 於第12集被趙彩蘭灌下含有安眠藥的蘋果汁而入院，並無大礙 於第13集及時拯救企圖跳樓自殺的趙彩蘭 於第14集知道自己曾有一个弟弟，并在高安和徐意幫助下與趙彩蘭正式相認及團聚 |
| 吳展驊         | 趙 程  | 趙彩蘭之兄，1989年強姦其，使其懷孕並誕下鄒浩 鄒浩之父/舅父 蔡伯麟之大舅父 已去世 |
| 蕭凱欣（青年） | 趙彩蘭 | 蘭姨、阿蘭 蔡伯麟之母，與其失散二十三年 鄒浩之母，因不想記起自己被兄長強姦成孕的事實而將其遺棄 其丈夫多年因家中發生火警而被燒死 1996年曾聯同譚以喬於採訪中造假，以騙取社會援助金 1996年遇上車禍撞傷頭部，導致海馬迴受傷，患上逆行性失憶，而失去車禍及蔡伯麟失蹤當天的記憶 於第10集在尋親機構「盼回家」的幫助下與鄒浩團聚 於第11集發現鄒浩並不是其欲尋回的兒子蔡伯麟 於第12集與鄒浩一同服食過量安眠藥企圖自殺，後入院洗胃並無大礙，後向高安說出蔡伯麟失蹤之內情及鄒浩之身世，及後得知蔡伯麟之死訊 於第13集以為自己殺害蔡伯麟後企圖跳樓自殺，但因鄒浩及時相救而不遂 於第14集得知蔡伯麟的真正死因，原本打算將鄒浩送走，後在高安和徐意幫助及勸解下決定接納鄒浩，並將其接回家一同生活 |
| 黎燕珊         | 趙彩蘭 | 蘭姨、阿蘭 蔡伯麟之母，與其失散二十三年 鄒浩之母，因不想記起自己被兄長強姦成孕的事實而將其遺棄 其丈夫多年因家中發生火警而被燒死 1996年曾聯同譚以喬於採訪中造假，以騙取社會援助金 1996年遇上車禍撞傷頭部，導致海馬迴受傷，患上逆行性失憶，而失去車禍及蔡伯麟失蹤當天的記憶 於第10集在尋親機構「盼回家」的幫助下與鄒浩團聚 於第11集發現鄒浩並不是其欲尋回的兒子蔡伯麟 於第12集與鄒浩一同服食過量安眠藥企圖自殺，後入院洗胃並無大礙，後向高安說出蔡伯麟失蹤之內情及鄒浩之身世，及後得知蔡伯麟之死訊 於第13集以為自己殺害蔡伯麟後企圖跳樓自殺，但因鄒浩及時相救而不遂 於第14集得知蔡伯麟的真正死因，原本打算將鄒浩送走，後在高安和徐意幫助及勸解下決定接納鄒浩，並將其接回家一同生活 |
| 梁凱維         | 蔡伯麟 | 麟仔 趙彩蘭之子 曾於火警意外中吸入過多一氧化碳而導致腦部缺氧，因而智力受損 鄒浩同母異父之弟，與其互不相識（第14集邹浩才知道其存在） 於第11集發現其駭骨被藏在水泥內二十三年，實為被譚以喬推跌受傷但被對方誤以為其已死，而活活被埋在水泥內，最終窒息致死 |
| 古明華         | 譚以喬 | 大痣、禮哥 原名王明禮 網絡新聞社《焦點觸角》之總編輯／馬來西亞華僑 徐意之上司 1996年曾聯同趙彩蘭於採訪中造假，並教唆對方向外謊報稱蔡伯麟失蹤及報假案，以協助對方騙取社會援助金 1996年事件發生後返回馬來西亞生活，後為隱瞞身份而接受整容手術割去癦痣，並在1999年申請正式改名為譚以喬 2010年回港及申請香港永久性居留權 於第12集因蔡伯麟之死一案被警方邀請協助調查 於第13集說出蔡伯麟失蹤的內情，並指控趙彩蘭在二十三年前殺死蔡伯麟，後向警方謊稱當年因勸籲趙彩蘭自首不果並與對方發生爭執，而間接導致對方遇上車禍 於第14集將謀殺的罪名嫁禍給趙彩蘭後欲潛逃到泰國，並否認控罪而承認誤殺及非法處理屍體，但被警方發現其才是殺死蔡伯麟的真兇而被拘捕及控告其一項謀殺罪                  |
| 蔡國慶         | 老 黎  | 前狗仔隊記者 譚以喬之舊友及舊同行 二十多年前移民溫哥華 （第12集） |
| 潘冠霖         | Daisy  | Daisy姐 網絡新聞社《焦點觸角》之員工 譚以喬之下屬 徐意之同事（第12集） |
| 李龍基         | 胡卓亨 | 亨叔 盲人攝影師，聽覺和嗅覺比一般人靈敏 於第11集協助趙彩蘭尋回離家出走的鄒浩 於第14集向警方提供二十三年前拍下的照片底片以協助警方調查，最終法證部在其拍攝的照片中發現蔡伯麟當年被害的真相 |

#### 無人機炸彈復仇案（第15－17集）
| 演員   | 角色   | 備注 |
| 梁麗翹 | Helen  | 黃朗祿之妻，與其育有一子（第17集） |
| 陳俊堅 | 黃朗祿 | Dr. Wong 明礪東醫院急症室部門主管兼資深顧問醫生 聞家希之好友 Helen之夫，並於2018年起育有一子 曾涉及數宗醫療糾紛 因張銀娣之死而被梁奕漢憎恨 於第15集與聞家希出席記者會解釋盧巧瑩之死因，後於同集在駕駛途中遇上無人機爆炸而身亡 |
| 陳志健 | 梁奕漢 | 炸彈狂徒 1985年出生 張銀娣之孫，由其一手帶大並與其相依為命 患有精神病 曾在化工原料行工作 曾投訴黃朗祿錯誤斷症導致其外婆失救而死 感激盧巧瑩多次將拜祭李玉群時所剩下的花送給其外婆 認為聞家希沒有替盧巧瑩伸冤及公開維護黃朗祿而對其懷恨在心 於第15集利用無人機炸彈炸死黃朗祿 於第17集利用無人機炸彈企圖炸死聞家希，最後失敗並被警方拘捕 |
| 李施嬅 | 聞家希 | Dr. Man 法醫科高級醫生 黃朗祿之好友 因被梁奕漢認為沒有替盧巧瑩伸冤及公開維護黃朗祿而被其憎恨 於第15集與黃朗祿出席記者會解釋盧巧瑩之死因 於第17集以自己為餌引出梁奕漢 參見法醫科、聞家 |

#### 迷幻蘑菇謀殺案（第15－18集）
| 演員   | 角色   | 備注 |
| 李麗麗 | 淘婆婆 | 程淘之外婆 於第18集誤將含「裸蓋菇素」的三文魚醬做成三文治給程淘，間接導致其在神志不清的情況下幾乎墜樓 |
| 趙璧渝 | 程 淘  | 宏建銀行何文田分行櫃檯職員 淘婆婆之外孫女 盧巧瑩之同事兼好友 盧孝達之女友，受其指使在三文魚醬持續下「裸蓋菇素」在盧巧瑩的早餐食物，加劇盧巧瑩的躁鬱症病情並間接害死她 於第18集在食用含「裸蓋菇素」的三文魚醬後在神志不清的情況下到天台跳舞，幾乎墮樓，最後被高靖所救及送院，同集被警方發現其與盧巧瑩的自殺案有關，接受調查期間承認受盧孝達指使利用「裸蓋菇素」間接令盧巧瑩因躁鬱症加劇而自殺死亡 |
| 吳家樂 | 盧孝達 | 商人 李玉群之長子 盧巧瑩之兄 程淘之男友，指使其在三文魚醬持續下「裸蓋菇素」在盧巧瑩的早餐食物，加劇盧巧瑩的躁鬱症病情並間接害死她，以獲取大額保險金 近年經常往返荷蘭工作生活並購買大量「裸蓋菇素」，偶爾返回香港生活 於第18集回港，於同集被警方拘捕 |
| 胡美貽 | 盧巧瑩 | 阿瑩 宏建銀行何文田分行櫃檯服務總經理 李玉群之幼女 盧孝達之妹 潘文亮之女友 程淘之同事兼好友 患有躁鬱症，但沒有準時服藥並曾多次自殘 持續在不知情的情況下食用含「裸蓋菇素」的三文魚醬的早餐食物，並加重躁鬱症，於第15集用膠袋及牛皮膠紙密封自己頭部，但找不到剪刀並跌倒，導致其窒息而死，屍體由鄰居發現 於第18集出殯，但因警方發現新證據而需要重新驗屍                                             |
| 朱敏瀚 | 潘文亮 | 盧巧瑩之男友 於第15集因在黃朗祿宣告其死亡後聽見其發出低吟聲，而認定其因黃朗祿專業失德最終失救致死，後投訴黃朗祿專業失德 |
| 譚坤倫 | 張 威  | 開鎖匠 曾替盧巧瑩開鎖，於第15集到其家企圖爆竊，但發現其在家失去知覺倒地後逃走，其後被警方要求協助調查 |
| 林惜貞 | 陳 太  | 盧巧瑩之鄰居 於第15集目擊張威從盧巧瑩家逃走，後發現其在家失去知覺倒地而報警 |
| 吳文舜 |        | 業主立案法團主席 （第15集） |
| 張俊平 | 老 周  | 管理員（第15集） |
| 馮柏然 |        | 水果檔老闆（第15集） |

#### 台灣尋親案（第16－17集）
| 演員                    | 角色  | 備注 |
| 鮑起靜                  | 蘇 芳 | 芳姐 家門咖啡店老闆娘 居於台灣基隆 高善之母，多年前為患血友病的兒子籌集醫藥費而賣走其，後感到後悔並希望找到其 其兒子在多年前因病去世 於第17集與希望替其女兒完夢的高安及徐意會面，但二人對其隱瞞其女兒高善已因車禍去世 （特別演出第17集）                             |
| 許維恩 （配音：黃昕瑜） | 高 善 | 小善 藝術家 台灣人，在澳洲長大 患有遺傳性血友病 蘇芳之女，童年時被其賣給同鄉，後在孤兒院被華僑家庭領養，與其失散多年 曾被高安誤以為其為失散的親妹，但實為與其同名同姓及背景相似 於第16集在徐意及Winnie的協助下與高安見面時病發，引發癲癇時遭遇車禍，於第17集傷重不治 |
| 黃浩然                  | 高 安 | 高Sir 高級化驗師 於第16集前往台灣並巧遇尋找高善的徐意 曾誤以為高善為自己失散的親妹，後發現兩人實為與其同名同姓及背景相似 於第17集為替高善完夢而與蘇芳會面 參見法證事務部、高家                                                                                       |
| 湯洛雯                  | 徐 意 | 網絡新聞社《焦點觸角》資深記者 於第16集前往台灣尋找高善並巧遇高安 於第17集為替高善完夢而與蘇芳會面 參見徐家 |
| 楊仲恩                  |       | 醫生 於第17集為遭遇車禍的高善進行搶救 |

#### 網絡教唆他人謀殺案（第19－21集）
| 演員                            | 角色   | 備注 |
| 江富強                          |        | 賊人 於第19集到「元錦興」廢車場分贜，並目擊卓南與聶正弘毆鬥，卓南槍殺聶正弘後將其屍體藏在廢車車尾箱及駕車逃走的經過 於第20集被警方拘捕及要求其協助調查 |
| 姚宏遠                          | 聶正弘 | 暈精 波鞋店職員／「元錦興」廢車場晚間兼職保安 於第19集發現其屍體被吊在懸空廢車的車尾箱 姚逸桐之中學同學兼好友，曾向其借錢並與其結怨 翟家軒之中學同學，因嘲笑其被人骗钱和搶其的工作與其結怨 曾與卓南毆鬥及被其槍殺後將屍體藏在廢車車尾箱，死因為左胸中槍 |
| 鍾君揚                          | 卓 南  | 於第19集發現其在山坡私家車失事，後證實其在私家車失事前已死亡，死因為肝臟受到重擊（殴斗时被聶正弘打伤），導致嚴重內出血而死 曾與聶正弘在廢車場毆鬥及槍殺其，並將其屍體藏在廢車車尾箱後駕駛其車逃走 被翟家軒利用殺死聶正弘 |
| 吳卓衡 （男扮女裝配音：張頌欣） | 翟家軒 | 宅軒、軒仔（戴美儀專稱）、阿殷 戴美儀之子 父親因肺癌去世 聶正弘之中學同學，因被人骗钱被其嘲笑和被其搶工作與其結怨 姚逸桐之中學同學 曾男扮女裝以戴穎殷的身份透過網絡假裝認識卓南，利用其感情操控對方為自己殺害聶正弘 於第20集在成功修復卓南的手機後發現其指使卓南殺害聶正弘 倫敦金騙案受害者，於第21集企圖用刀刺死詐騙其金錢的方浩德，但因高靖及時阻止而失敗，最後因教唆並指使卓南殺害聶正弘而被警方拘捕 |
| 蘇恩磁                          | 戴美儀 | 翟家軒之母 患有肝病 |
| 董敬文                          | 方浩德 | Peter Fong 倫敦金騙子 於第21集幾乎被向其報復的翟家軒刺死，後其在逃避徐意及苦主們追問時衝出馬路而被車撞倒且碾过，最後傷重不治 |
| 梁 雄                           |        | 公公 曾被方浩德騙錢 |
| 彭美嫦                          |        | 婆婆 曾被方浩德騙錢 |
| 崔錦棠                          | 陳 生  | 共享辦公室老闆 曾租用工作室給男扮女裝的翟家軒 |
| 黃得生                          | 姚逸桐 | 曾在韓國嘗試真槍實彈射擊 聶正弘之中學同學兼好友，曾借錢予其並與其結怨 翟家軒之中學同學 在聶正弘被殺後次日前往日本，於第20集回港及被警方要求協助調查 於第21集被揭發其在聶正弘被殺當日於酒吧將Icy灌醉後強姦而被警方拘捕 |

#### 麻醉劑殺人案（第21－23集）
| 演員   | 角色   | 備注 |
| 康 華  | 張綺寧 | Elaine 物流公司倉務文員 水慧明之好姊妹兼情敵，於第16集被其發現與賀立維發生關係而反目，於第23集和好 暗戀賀立維，曾趁其酒醉與其發生關係，於第19集發現懷孕，後被手推車撞到摔傷，導致流產並出現精神錯亂 侯敏莉之好友 Dicky之前女友 於第7集登場 於第21集在賀立維背部注射維庫溴銨，但因其流產而出現錯誤歸因的現象，導致其認定自己親眼目擊水慧明殺害賀立維 於第22集主動向警方提供協助，聲稱知道賀立維被殺的經過，並指證水慧明殺害賀立維 於第22集發現其管理的倉庫中遺失了一支維庫溴銨及其曾修改倉庫失物記錄，導致其一度成為殺害賀立維的嫌疑人，後於賀立維家附近發現其使用過並仍剩餘5毫克維庫溴銨的針筒 於第23集於精神病院接受法醫精神科醫生的評估，在有評估報告後會排期上庭，由法庭判決是否需要送去精神病治療中心服刑 |
| 鄭子誠 | 賀立維 | Louis 首席牙科醫生／伍睿廣醫學美容院股東／賀立維牙科顧問醫務所老闆 於第2集登場 因其椎間盤突出導致嚴重腰痛，需注射撲熱息痛止痛，因此其手臂上留有針孔 水慧明之男友，於第16集被其發現自己與張綺寧發生關係而分手 張綺寧之暗戀對象，曾在酒後與其發生關係 於第21集被張綺寧在其背部注射維庫溴銨，雖未有致命，卻導致其肌肉無力及反應遲緩，以致伍睿廣在其體內注射琥珀膽鹼時無法反抗 伍睿廣之好友，於第21集因金錢糾紛而反目 於第21集在自己家中被伍睿廣注射琥珀膽鹼，造成其呼吸道肌肉鬆弛，無法自主呼吸，導致窒息及腦部缺氧而死，於同集被水慧明發現其屍體 |
| 林敬剛 | 伍睿廣 | Dr. Ng 醫學美容醫生／伍睿廣醫學美容院老闆 曾為資深皮膚科醫生 賀立維之好友，於第21集因金錢糾紛而反目 於第21集在張綺寧離開後，在賀立維手臂上的針孔注射琥珀膽鹼殺害其，但未有即時按壓針口，導致針口有瘀血 有吸食蘇格蘭威士忌捲煙的習慣，因而被水慧明懷疑其與賀立維之死有關 於第23集識穿水慧明試探自己後企圖殺害其，後被及時趕到的郭輝煌制服拘捕 |
| 陳 煒  | 水慧明 | Queen 科學鑑證主任 於第21集發現賀立維死在其家中，於賀立維被殺當晚曾有行車記錄儀拍到疑似其的背影出現在賀立維家附近，於同集被警方要求協助調查，後證實該背影為熟悉並模仿其衣着的張綺寧 對蘇格蘭威士忌的煙燻味過敏，於第22集得知賀立維家的窗簾驗出有蘇格蘭威士忌及煙的成分，並發現伍睿廣有吸食蘇格蘭威士忌捲煙的習慣，因而懷疑其與賀立維之死有關 於第23集試探伍睿廣時被其識穿，險遭其殺害，後被郭輝煌所救 參見法證事務部、郭家 |

#### 女學生二次溺斃案（第23－24集）
| 演員   | 角色   | 備注 |
| 麥玲玲 | 麥校長 | 德寶紀念中學校長 於第24集告知警方從其他學生口中得悉最近許穎芝行為有異樣，因而揭發對方曾遭性侵害 （特別演出第24集） |
| 曾偉權 | 顧永健 | 顧Sir、顧永賤（潘卓菲專稱） 著名世界國際三項鐵人聯盟之認可教練 許穎芝之三項鐵人教練，定期與其去海邊進行訓練，曾非禮她，導致其患上性侵害創傷症，並一度成為謀殺嫌疑人 於許穎芝死亡當晚見其感到不適而將其送上車並企圖性侵，但她在車上死亡後將其棄屍於引水道 於第24集因非法處理屍體而被警方檢控，被裁定妨礙司法公正、非禮及性侵罪名成立但非法處理屍體罪名因證據不足而不成立，被判180－240小時社會服務令                                                        |
| 楊玉梅 | 潘卓菲 | 許太 已離婚 許穎芝之母，因許穎芝表示不想繼續練習游泳而動怒，並將其頭部浸於廚房鋅盤含過量砷的水中，後發現其失蹤而報警 於第24集得知自己誤殺女兒之後情緒激動而暈倒，並於同集因誤殺罪而被警方拘捕，被裁定誤殺罪成並判監三年 |
| 陳芸萱 | 許穎芝 | 穎芝 德寶紀念中學中三女學生 父母離異，與母親一起生活 三項鐵人賽選手 潘卓菲之女，曾因為表示不想繼續練習游泳而被其將頭部浸於廚房鋅盤含過量砷的水中後因二次溺水而死亡 顧永健之學生，定期與其去海邊接受訓練，曾被其非禮，因而患上創傷後遺症 麥校長之學生 於死亡當晚因感到不適而被顧永健送上車並企圖性侵，但後腦撞到坐椅後暈倒死亡，其後被顧永健棄屍於引水道 於第23集被清潔女工發現其身穿泳衣伏屍於引水道，死因為肺部水腫，導致肺部功能減退，最後缺氧及窒息而死 |
| 游五珠 |        | 清潔女工 於第23集在發現許穎芝的屍體後報警 |
| 莫偉文 |        | 運魚車司機，曾多次非法排放魚塘水（第24集） |

#### 連環模仿殺人案（第25－30集）
| 演員            | 角色             | 備注 |
| 林靖文 （童年） | 馬愛薇 ／高善    | Emma 空中服務員／兼職模特兒 長居於三藩市，於第25集來港 佘嘉寶之同事 藍嘉宜、Donald Lee之大學同學 於2009年平安夜被藍嘉宜欺負而受傷及失去一顆牙齒，因此換上假牙，導致選擇食物和進食時要十分小心 於第25集協助佘嘉寶歸還戒指給袁東來，被李惠珠懷疑為袁東來之情婦及被當眾掌摑，其後在發現袁東來、李惠珠屍體的車內驗到其指紋而被警方懷疑為殺害袁東來及李惠珠之嫌疑人，被警方要求協助調查 於第26集因無法提供不在場證據而被警方扣留48小時，後因高安及高靖找到時間證人提供不在場證明而洗脫嫌疑 於第28集參與羅清秀之公關公司所籌辦的婚紗秀，在綵排期間與羅清秀發生爭執及被其誤傷，後在車尾箱發現東茛菪鹼及一把刀，並從Michael Ma口中得知其殺害羅清秀和李秋，以及在2009年平安夜殺害藍嘉宜及Donald Lee 於第29集為爭取時間讓Michael Ma返回美國而為其頂罪，用東茛菪鹼迷暈其後帶同東茛菪鹼和兇刀到警署自首，承認自己殺害兩人及交代打算用該刀殺害袁東來、李惠珠、藍嘉宜及Donald Lee，後被發現企圖替Michael Ma頂罪而被警方控告一項妨礙司法公正罪，在高安辦理人事擔保後獲釋，之後被Michael Ma用東茛菪鹼迷暈後帶走，被其囚禁在洗碗工廠內 於第30集與高安被Michael Ma用槍挾持至天台，在Michael Ma墜樓時企圖救其，自己幾乎墮樓，最後獲救，後將其骨灰帶回三藩市安葬 參見高家 |
| 張曦雯          | 馬愛薇 ／高善    | Emma 空中服務員／兼職模特兒 長居於三藩市，於第25集來港 佘嘉寶之同事 藍嘉宜、Donald Lee之大學同學 於2009年平安夜被藍嘉宜欺負而受傷及失去一顆牙齒，因此換上假牙，導致選擇食物和進食時要十分小心 於第25集協助佘嘉寶歸還戒指給袁東來，被李惠珠懷疑為袁東來之情婦及被當眾掌摑，其後在發現袁東來、李惠珠屍體的車內驗到其指紋而被警方懷疑為殺害袁東來及李惠珠之嫌疑人，被警方要求協助調查 於第26集因無法提供不在場證據而被警方扣留48小時，後因高安及高靖找到時間證人提供不在場證明而洗脫嫌疑 於第28集參與羅清秀之公關公司所籌辦的婚紗秀，在綵排期間與羅清秀發生爭執及被其誤傷，後在車尾箱發現東茛菪鹼及一把刀，並從Michael Ma口中得知其殺害羅清秀和李秋，以及在2009年平安夜殺害藍嘉宜及Donald Lee 於第29集為爭取時間讓Michael Ma返回美國而為其頂罪，用東茛菪鹼迷暈其後帶同東茛菪鹼和兇刀到警署自首，承認自己殺害兩人及交代打算用該刀殺害袁東來、李惠珠、藍嘉宜及Donald Lee，後被發現企圖替Michael Ma頂罪而被警方控告一項妨礙司法公正罪，在高安辦理人事擔保後獲釋，之後被Michael Ma用東茛菪鹼迷暈後帶走，被其囚禁在洗碗工廠內 於第30集與高安被Michael Ma用槍挾持至天台，在Michael Ma墜樓時企圖救其，自己幾乎墮樓，最後獲救，後將其骨灰帶回三藩市安葬 參見高家 |
| 陳敏之          | 藍嘉美（主人格） | Dr. Nam、Sammy 心理專家 《制高點》直播節目《心理·真理》之顧問嘉賓 父母早逝 藍嘉宜之妹兼主人格 於2009年在得知藍嘉宜和Donald Lee之死訊後因無法接受藍嘉宜之死而患上雙重人格，次人格會在自己受到刺激及無法承受外來壓力時出現，次人格的原型為藍嘉宜 於第25集登場 於第25集在直播節目對袁東來及李惠珠的感情進行分析，並揭穿兩人假裝恩愛，引起李惠珠不滿及大鬧直播現場 因曾與李惠珠發生衝突而被警方懷疑為殺害袁東來及李惠珠之嫌疑人，於第26集被警方要求協助調查，並提供有關藍嘉宜及Donald Lee被殺案的資料 於第27集得知自己患有解離性人格障礙後欲離港尋求精神科醫生協助 於第28集再度被警方就袁東來及李惠珠被殺案要求其協助調查 |
| 陳敏之          | 藍嘉宜（次人格） | Kelly Nam、Kelly 藍嘉美之次人格，會在其受到刺激及無法承受外來壓力時出現 於2009年在藍嘉美得知藍嘉宜及Donald Lee的死訊後因無法接受藍嘉宜死亡而被分裂出來 於第25集出現，於第27集正式登場 於第25集因李惠珠對藍嘉美出言侮辱及動手，假裝向車內李惠珠與袁東來問路時使用東茛菪鹼迷暈兩人，使用2009年藍嘉宜及Donald Lee被Michael Ma殺害的手法來殺害他們 於第28集被高安及聞家希引出，並承認自己殺害袁東來及李惠珠 |
| 張頴康          | Michael Ma       | Michael 網絡紅人／美食YouTuber 網名MMA 於香港出生，年幼時隨父母移居到三藩市，多年前父母因地震離世 長居於三藩市，於第24集來港 曾服食含氟西汀的精神科藥物，但沒按照醫生指引服食，導致容易激動及無法控制自己情緒 馬愛薇（高善）之養兄，視其如親妹，無法容忍其受到任何傷害，因而殺害傷害其的人，在其尋回自己身世及與高安、高靖相認後認定兩人導致自己與其關係逐漸疏遠，因而憎恨二人，並與第29集傷害高靖及於第30集強迫高安跳樓自盡 於2009年平安夜因藍嘉宜令馬愛薇（高善）受傷及失去一顆牙齒而在三藩市艾肯谷而殺害藍嘉宜及Donald Lee 於第24集登場，於同集協助高靖追逐疑犯顧永健，過程被直播及在網上瘋傳，與其被網民封為「最勇CP」 於第28集因羅清秀誤傷馬愛薇（高善）而在更衣室殺害其及殺害目擊行兇過程的李秋 於第29集假裝返回美國，期間在台北裝病下機後在大佬昇的協助下偷渡回港，後與高靖發生打鬥期間用刀刺傷其，使其重傷及取走其佩槍，並用東茛菪鹼迷暈馬愛薇（高善）後帶走其，將其囚禁在一棟廢棄大廈內 於第30集於商場發現聞家希跟蹤自己，於商場停車場企圖槍殺其，被施見賢用滅火筒偷襲後逃走，於同集用槍挾持高安及馬愛薇（高善）至天台後強迫高安跳樓自盡，並與高安發生打鬥，最後企圖把高安推下樓時因其及時避開而自己墮樓身亡                                 |
| 謝雪心          | 李 秋            | 秋姐、阿秋 趙淑娟之同房院友兼好友 於第28集參與羅清秀之公關公司所籌辦的婚紗秀，因羅清秀自私與其發生爭執，之後在更衣室目擊Michael Ma殺害羅清秀而被其殺害滅口 參見聞家 |
| 李綺雯          | 羅清秀           | 秀姐、阿秀 公關公司老闆 趙淑娟之女，對其極為冷淡及惡劣 謙仔之母，對其非常嚴厲 以趙淑娟與謙仔感情好會導致謙仔成績下跌為由而阻止兩人見面 於第28集籌辦婚紗秀，期間與馬愛薇（高善）及李秋發生爭執及誤傷馬愛薇，後因誤傷馬愛薇（高善）而在更衣室被Michael Ma殺害及用刀在臉上劃了一個大交叉 |
| 羅 蘭           | 趙淑娟           | 娟姐、阿娟 羅清秀之母，被其冷淡對待及關係惡劣 謙仔之外婆 李秋之同房院友兼好友 於第28集參與羅清秀之公關公司所籌辦的婚紗秀，同集發現羅清秀及李秋的屍體 |
| 李漫芬          | 袁李惠珠         | 袁太、Sharon 名媛／婦女會主席 袁東來之妻，與其表面恩愛，實際上經常責罵其 佘嘉寶之情敵 於第25集因誤會馬愛薇（高善）為袁東來之情婦，並當眾毆打其，於同集因不滿藍嘉美對自己和袁東來的感情分析及揭穿兩人假裝恩愛而大鬧直播現場，後與袁東來在車內吵架時被藍嘉宜（藍嘉美之次人格）用刀刺穿心臟後失血過多致死後調換位置，其死後被對方在其臉上用刀劃有一個大交叉，屍體被發現時車內播放著綠袖子的音樂 |
| 陳永昌          | 袁東來           | 袁生 商人 李惠珠之夫，與其表面恩愛，實際上經常被其責罵 佘嘉寶之情夫 於第25集與李惠珠在車內吵架時被藍嘉宜（藍嘉美之次人格）用刀刺穿心臟失血過多致死後調換位置，屍體被發現時車內播放著綠袖子的音樂 |
| 不適用          | 藍嘉宜           | Kelly Nam、Kelly （1990－2009） 艾肯大學心理學系四年級生 藍嘉美之亡姊 Donald Lee之大學同學兼女友 馬愛薇（高善）之大學同學 於2009年平安夜欺負馬愛薇（高善）而導致其受傷及失去一顆牙齒並對此毫無愧疚，於三藩市艾肯谷在車內被Michael Ma用東茛菪鹼迷暈後殺害，之後被調換位置，死因為被刀刺穿心臟失血過多致死，屍體被發現時車內一直播放著綠袖子的音樂 |
| 不適用          | Donald Lee       | （1988－2009） 艾肯大學學生 藍嘉宜之大學同學兼男友 馬愛薇（高善）之大學同學 於2009年與藍嘉宜於三藩市艾肯谷在車內被Michael Ma用東茛菪鹼迷暈後殺害，之後被調換位置，死因為被刀刺穿心臟失血過多致死，屍體被發現時車內一直播放著綠袖子的音樂 |
| 威廉陳          | 大佬昇           | 黑幫頭目 於第29集協助Michael Ma從台北偷渡回港 於第30集在逃避郭輝煌及水慧明追逐期間其車撞壆翻車，被困車內，在其車漏油爆炸前被郭輝煌救出，後被送院救治，並供出其手下曾協助Michael Ma從台北偷渡回港 |
| ？              | 佘嘉寶           | Eva 空中服務員 馬愛薇（高善）之同事兼好友 袁東來之情婦，因與其感情糾纏不清而患上情緒病，現於英國停職並接受治療 李惠珠之情敵 |
| 沈愛琳          | 雲 姐            | 白蘭婆之女 經常於晚上在山上採摘白蘭花後拿到花墟出售 馬愛薇（高善）之時間證人，於第26集在高安及高靖查問下，為其提供不在場證明 |
| 葉蒨文          | Bobo             | 羅清秀之助手 |
| 何國鉦          |                  | 設計師 於第28集參與羅清秀之公關公司所籌辦的婚紗秀 |
| 陳嘉桓          |                  | 模特兒 於第28集參與羅清秀之公關公司所籌辦的婚紗秀 |
| 陳康琪          |                  | 模特兒 於第28集參與羅清秀之公關公司所籌辦的婚紗秀 |
| 夏子涓          |                  | 模特兒 於第28集參與羅清秀之公關公司所籌辦的婚紗秀 |
| 關嘉敏          |                  | 模特兒 於第28集參與羅清秀之公關公司所籌辦的婚紗秀 |
| 王致狄          |                  | 商場保安 在商場停車場發現Michael Ma開槍後報警（第30集） |
| 邵展鵬          |                  | 商場保安 在商場停車場發現Michael Ma開槍後報警（第30集） |
| 鍾志光          |                  | 藥房老闆（第30集） |
| 李嘉晉          |                  | 藥房職員（第30集） |

#### 小丑伏屍案（第30集）
| 演員   | 角色   | 備注                                                                |
| 蕭百成 |        | 小丑 被林凱馨所教唆的一飞杀害 参见《法證先鋒V》                     |
| 蕭文諾 |        | 小丑 被林凱馨所教唆的一飞杀害 参见《法證先鋒V》                     |
| ??     |        | 小丑 被林凱馨所教唆的一飞杀害 参见《法證先鋒V》                     |
| ??     |        | 小丑 被林凱馨所教唆的一飞杀害 参见《法證先鋒V》                     |
| 蔣 怡  | 林凱馨 | 小丑伏屍案真正幕后黑手 在結尾的動畫中出現了半張臉 參見《法證先鋒V》 |

### 其他角色
| 演員         | 角色   | 備注 |
| 海俊傑       | 施見賢 | Stan、史釘（李秋專稱） 聲紋專家／聲音及聲紋專家證人 1984年出生 曾修讀聲紋學系及心理學碩士課程 聞家祈之男友，在其死後大受打擊而返回美國修讀大學，間中會返回香港 與聞家希有感情線，於第22集向其表白，但其未即時接受表白，於第27集起為其男友 於第2集被提及，並於第8集回憶片段出現，於第9集起正式登場 於第9集證明影片的聲音屬為偽造 於第10集因證明影片聲音偽造而因此被侯敏莉邀請成為專家證人作提出檢控被告黎駿宇及莫少華 於第11集起結案後返回美國工作 於第21集起正式回港並探望李秋，並決定長居香港 於第30集在商場停車場拯救險被Michael Ma槍殺的聞家希，後用滅火筒偷襲Michael Ma，但未能阻止其逃走，後向聞家希求婚並成為其未婚夫                                                                                   |
| 鄭希怡       | 侯敏莉 | Monique、姣敏莉（黎駿宇專稱） 品酒師 1986年出生 聞家希、水慧明、高靖、張綺寧之好友 高安之女友，於第20集分手 Joseph之前學生兼前女友 於第3集登場 於第8集被黎駿宇及莫少華偽造影片誣衊自己色誘黎駿宇 於第14集起前往美國馬里蘭州工作 於第18集與Joseph一同回港，但一直向高安隱瞞此事 於第20集被高安發現其早已與Joseph一起回港，後向高安表示其決定與患有末期癌症的Joseph走完最後一段路，最後高安與其分手 於第30集起回港發展，並祝福高安和徐意有情人終成眷屬 |
| Kim Robinson | Joseph | 前法文教授 末期癌症患者 侯敏莉之前法文教授兼初戀男友，於第18集與其從美國回港 於第30集交代其已去世（第18－19集） |
| 康 華        | 張綺寧 | Elaine 物流公司倉務文員 水慧明之好姊妹兼情敵，於第16集被其發現與賀立維發生關係而反目，於第23集和好 暗戀賀立維，曾趁其酒醉與其發生關係，於第19集發現懷孕，後被手推車撞到摔傷，導致流產並出現精神錯亂 侯敏莉之好友 Dicky之前女友 於第7集登場 於第21集在賀立維背部注射維庫溴銨，但因其流產而出現錯誤歸因的現象，導致其認定自己親眼目擊水慧明殺害賀立維 於第22集主動向警方提供協助，聲稱知道賀立維被殺的經過，並指證水慧明殺害賀立維 於第22集發現其管理的倉庫中遺失了一支維庫溴銨及其曾修改倉庫失物記錄，導致其一度成為殺害賀立維的嫌疑人，後於賀立維家附近發現其使用過並仍剩餘5毫克維庫溴銨的針筒 於第23集於精神病院接受法醫精神科醫生的評估，在有評估報告後會排期上庭，由法庭判決是否需要送去精神病治療中心服刑 |
| 鄭子誠       | 賀立維 | Louis 首席牙科醫生／伍睿廣醫學美容院股東／賀立維牙科顧問醫務所老闆 於第2集登場 因其椎間盤突出導致嚴重腰痛，需注射撲熱息痛止痛，因此其手臂上留有針孔 水慧明之男友，於第16集被其發現自己與張綺寧發生關係而分手 張綺寧之暗戀對象，曾在酒後與其發生關係 於第21集被張綺寧在其背部注射維庫溴銨，雖未有致命，卻導致其肌肉無力及反應遲緩，以致伍睿廣在其體內注射琥珀膽鹼時無法反抗 伍睿廣之好友，於第21集因金錢糾紛而反目 於第21集在自己家中被伍睿廣注射琥珀膽鹼，造成其呼吸道肌肉鬆弛，無法自主呼吸，導致窒息及腦部缺氧而死，於同集被水慧明發現其屍體 |
| 羅鴻         |        | 計程車司機（第3集） |
| 簡新銳       |        | 公公（第4集） |
| 陳嘉慧       |        | 孫女（第4集） |
| 黃穎君       |        | 男童母親（第4－5集） |
| 馬嘉莉       |        | 醫生（第5集） |
| 張雪瑩       |        | 護士（第8集） |
| 繆家慶       |        | 新聞主播（第8集） |
| 許思敏       | 妙 姐  | 酒樓侍應（第8集） |
| 劉家聰       | Dicky  | 張綺寧之前男友，後被水慧明揭發欺騙張綺寧感情和金錢（第9集） |
| 孫慧蓮       |        | 李秋之好友（第10集） |
| 姚亦澧       | 林Sir  | 鑑證主任 1996年替童年高安於其臉上取證（第10集） |
| 湯俊明       |        | 警察 1996年負責跟進高善（馬愛薇）被拐一案 （第10集） |
| 吳天佑       |        | 醫生（第11集） |
| 鍾梓甜       |        | 護士（第11集） |
| 梁雯蔚       | 何護士 | （第12集） |
| 朱斐斐       | 呂職員 | （第16集） |
| 朱樂洺       | Peter  | 侍應（第18集） |
| 陳嘉嘉       |        | 孕婦（第22集） |
| 吳江倫       |        | 嬰兒用品店老闆娘 （第22集） |
| 楊瑞麟       | 潘醫生 | 李秋之主診醫生 於第23集診斷出李秋患有初期腦退化症 （第23集） |
| 盧偉文       |        | 被高靖誤會拐帶小孩，後證實與小孩為舅甥關係（第23集） |
| 曾玉娟       |        | 按摩用品店職員 （第23集） |
| 章景恆       |        | 《制高點》直播節目《心理·真理》之攝影師 （第25、27集） |
| 顏文偉       |        | 私家車司機（第27集） |
| 陳玉琼       |        | 婆婆 於第27集在過馬路時跌倒受傷，險被私家車撞倒，其後聞家希為其急救 |
| 劉嘉琪       |        | 護士（第29集） |

## 獎項

### 萬千星輝頒獎典禮2020
| 年份                    | 獎項                        | 單位 | 結果 |
| ----------------------- | --------------------------- | ---- | ---- |
| 2020                    |                             |      |      |
| 最佳男主角              | 黃浩然                      | 提名 |      |
| 最佳女主角              | 陳 煒                       | 提名 |      |
| 最佳女主角              | 李施嬅                      | 提名 |      |
| 最佳劇集                | 法證先鋒IV                  | 提名 |      |
| 最受歡迎電視男角色      | 高 安（黃浩然 飾）          | 提名 |      |
| 最受歡迎電視女角色      | 藍嘉宜／藍嘉美（陳敏之 飾） | 提名 |      |
| 最受歡迎電視女角色      | 水慧明（陳 煒 飾）          | 提名 |      |
| 最受歡迎電視女角色      | 聞家希（李施嬅 飾）         | 提名 |      |
| 最佳男配角              | 鄭俊弘                      | 提名 |      |
| 最佳男配角              | 張頴康                      | 提名 |      |
| 最佳男配角              | 張彥博                      | 提名 |      |
| 最佳女配角              | 陳敏之                      | 提名 |      |
| 最佳女配角              | 湯洛雯                      | 提名 |      |
| 飛躍進步男藝員          | 郭子豪                      | 提名 |      |
| 最受歡迎電視歌曲        | 圓謊（側 田 主唱）          | 提名 |      |
| 最受歡迎電視歌曲        | 我不是她（菊梓喬 主唱）     | 提名 |      |
| 最受歡迎電視歌曲        | 不要流淚（鄭俊弘 主唱）     | 提名 |      |
| 馬來西亞最喜愛TVB男主角 | 黃浩然                      | 提名 |      |
| 馬來西亞最喜愛TVB女主角 | 李施嬅                      | 提名 |      |
| 馬來西亞最喜愛TVB女主角 | 陳 煒                       | 提名 |      |
| 馬來西亞最喜愛TVB劇集   | 法證先鋒IV                  | 提名 |      |

### 亞洲電視大獎
| 2020 | 最佳女主角 |        |          |
| 2020 | 最佳女主角 | 李施嬅 | 最後五強 |

### 2020年度YAHOO!搜尋人氣大獎
| 2020 | 人氣電視劇集 |            |      |
| 2020 | 人氣電視劇集 | 法證先鋒IV | 獲獎 |

## 歌曲
本劇於在YouTube、網絡以及電視上所找到此劇歌曲。
| 主唱           | 歌曲                                         | 作曲   | 填詞   | 編曲   | 歌曲監製       | 用作   | 用作   | 用作 | 歌曲提供             |
| 主唱           | 歌曲                                         | 作曲   | 填詞   | 編曲   | 歌曲監製       | 主題曲 | 片尾曲 | 插曲 | 歌曲提供             |
| 側田           | 圓謊 （页面存档备份，存于）                  | 張家誠 | 張美賢 | 張家誠 | 何哲圖、韋景雲 |        |        |      | 星夢娛樂集團有限公司 |
| 菊梓喬         | 我不是她 （页面存档备份，存于）              | 張家誠 | 張美賢 | 張家誠 | 何哲圖、韋景雲 |        |        |      | 星夢娛樂集團有限公司 |
| 鄭俊弘         | 不要流淚 （页面存档备份，存于）              | 張家誠 | 張美賢 | 張家誠 | 何哲圖、韋景雲 |        |        |      | 星夢娛樂集團有限公司 |
| 黎耀祥、吳卓羲 | 目擊 （页面存档备份，存于）（僅第4集片尾曲） | 葉肇中 | 鄭櫻綸 | 葉肇中 | 鄧智偉         |        |        |      | 正視音樂有限公司     |

## 收視
本劇於香港無綫電視翡翠台及myTV SUPER七日跨平台總收視之紀錄：
| 週次 | 集數   | 日期                   | 收視率 | 最高收視 | 備註 |
| 1    | 1－5   | 2020年2月17日－2月21日 | 35.7點 | 38點     | 星期一至四直播收視31.6點（約207萬人收看） 首集直播收視33點（約216萬人收看），跨平台總收視37.1點 第2集跨平台總收視36.1點 第4集跨平台總收視36.1點 |
| 2    | 6－10  | 2020年2月24日－2月28日 | 35.8點 | 36.7點   | 第7集跨平台總收視36.7點 第10集直播收視32.8點（約214萬人收看），跨平台總收視36.6點                                                               |
| 3    | 11－15 | 2020年3月2日－3月6日   | 35.5點 | 37.1點   | 第12集直播收視33.7點（約220萬人收看），跨平台總收視37.1點                                                                                       |
| 4    | 16－20 | 2020年3月9日－3月13日  | 35.4點 | 36.1點   | 第19集跨平台收視36.1點 |
| 5    | 21－25 | 2020年3月16日－3月20日 | 36.8點 | 38點     | 第25集跨平台總收視38點 |
| 6    | 26－30 | 2020年3月23日－3月27日 | 38.8點 | 40點     | 第26集直播收視36點（約235萬人收看），七天跨平台總收視40點 第30集大結局跨平台總收視39.6點                                                        |
| 全劇 | 全劇   | 全劇                   | 36.3點 | 40點     | |

- 《法證先鋒IV》首集平均收視33點（約216萬名觀眾），總收視35.7點（約233萬名觀眾），是8年來劇集最高的首播收視。
- 第26集跨平台總收視為40點，突破了2011年11月20日《法證先鋒III》兩小時大結局單一平台收視（39.9點），亦是八年來劇集最高的跨平台收視。
- 第1至29集直播平均收視32.4點（約211萬人收看）。

本劇在優酷播出時於中國內地電視劇+網絡劇網絡跨平台的熱度：
表格：《法證先鋒4》網播熱度
| 日期（2020年） | 優酷排名 | 全網排名 |
| 2月17日        | 1        | 3        |
| 2月18日        | 1        | 3        |
| 2月19日        | 1        | 3        |
| 2月20日        | 1        | 4        |
| 2月21日        | 1        | 4        |
| 2月22日        | 3        | 5        |
| 2月23日        | 3        | 7        |
| 2月24日        | 5        | 10       |
| 2月25日        | 3        | 8        |
| 2月26日        | 3        | 7        |
| 2月27日        | 3        | 9        |
| 2月28日        | 2        | 5        |
| 2月29日        | 3        | 7        |
| 3月1日         | 3        | 7        |
| 3月2日         | 4        | 8        |
| 3月3日         | 3        | 7        |
| 3月4日         | 4        | 5        |
| 3月5日         | 4        | 8        |
| 3月6日         | 2        | 5        |
| 3月7日         | 2        | 5        |
| 3月8日         | 3        | 6        |
| 3月9日         | 4        | 8        |
| 3月10日        | 3        | 7        |
| 3月11日        | 3        | 4        |
| 3月12日        | 4        | 6        |
| 3月13日        | 3        | 5        |
| 3月14日        | 2        | 4        |
| 3月15日        | 2        | 4        |
| 3月16日        | 2        | 5        |
| 3月17日        | 3        | 4        |
| 3月18日        | 3        | 4        |
| 3月19日        | 2        | 3        |
| 3月20日        | 4        | 6        |
| 3月21日        | 4        | 7        |
| 3月22日        | 4        | 7        |
| 3月23日        | 5        | 8        |
| 3月24日        | 4        | 7        |
| 3月25日        | 4        | 7        |
| 3月26日        | 4        | 8        |
| 3月27日        | 5        | 9        |
| 3月28日        | 5        | 10       |

## 外部連結
- TVB.com - 法證先鋒IV （页面存档备份，存于）
- 《法證先鋒IV》強陣出擊 延續經典 （页面存档备份，存于）.TVB Weekly.2020-02-11
- 《法證先鋒IV》滅罪鐵三角 以法緝兇 （页面存档备份，存于）.TVB Weekly.2020-02-14
- 豆瓣电影上《法證先鋒IV》的資料 （简体中文）
- 互联网电影数据库（IMDb）上《法證先鋒IV》的资料（英文）

## 電視節目的變遷
| 香港 無綫電視翡翠台／ 澳門 TVB Anywhere翡翠台 星期一至五 20:30－21:30 | 香港 無綫電視翡翠台／ 澳門 TVB Anywhere翡翠台 星期一至五 20:30－21:30 | 香港 無綫電視翡翠台／ 澳門 TVB Anywhere翡翠台 星期一至五 20:30－21:30 |
| --------------------------------------------------------------------- | --------------------------------------------------------------------- | --------------------------------------------------------------------- |
|                                                                       | 法證先鋒IV （2020年2月17日－2020年3月27日）                           |                                                                       |
| 黃金有罪 （2020年1月6日－2020年2月14日）                              | 機場特警 （2020年3月30日－2020年5月1日）                              |                                                                       |

| 無綫翡翠台香港時區 星期一至五 20:30－21:30 | 無綫翡翠台香港時區 星期一至五 20:30－21:30  | 無綫翡翠台香港時區 星期一至五 20:30－21:30 |
| ------------------------------------------ | ------------------------------------------- | ------------------------------------------ |
|                                            | 法證先鋒IV （2020年2月17日－2020年3月27日） |                                            |
| 黃金有罪 （2020年1月6日－2020年2月14日）   | 機場特警 （2020年3月30日－2020年5月1日）    |                                            |

| 马来西亚 Astro AOD、Astro AOD HD 星期一至五 20:30－21:15 | 马来西亚 Astro AOD、Astro AOD HD 星期一至五 20:30－21:15 | 马来西亚 Astro AOD、Astro AOD HD 星期一至五 20:30－21:15 |
| -------------------------------------------------------- | -------------------------------------------------------- | -------------------------------------------------------- |
|                                                          | 法證先鋒IV （2020年2月17日－2020年3月27日）              |                                                          |
| 黃金有罪 （2020年1月6日－2020年2月14日）                 | 機場特警 （2020年3月30日－2020年5月1日）                 |                                                          |

| 新加坡 HUB戲劇首選 星期一至五 20:30－21:15 | 新加坡 HUB戲劇首選 星期一至五 20:30－21:15  | 新加坡 HUB戲劇首選 星期一至五 20:30－21:15 |
| ------------------------------------------ | ------------------------------------------- | ------------------------------------------ |
|                                            | 法證先鋒IV （2020年2月17日－2020年3月27日） |                                            |
| 黃金有罪 （2020年1月6日－2020年2月14日）   | 機場特警 （2020年3月30日－2020年5月1日）    |                                            |

| 中国 優酷Youku（網絡平台） 星期一至五 20:30更新 | 中国 優酷Youku（網絡平台） 星期一至五 20:30更新 | 中国 優酷Youku（網絡平台） 星期一至五 20:30更新 |
| ----------------------------------------------- | ----------------------------------------------- | ----------------------------------------------- |
|                                                 | 法證先鋒IV （2020年2月17日－2020年3月27日）     |                                                 |
| -                                               | -                                               |                                                 |

| 澳洲 無綫翡翠台 星期二至六 20:30－21:30  | 澳洲 無綫翡翠台 星期二至六 20:30－21:30    | 澳洲 無綫翡翠台 星期二至六 20:30－21:30 |
| ---------------------------------------- | ------------------------------------------ | --------------------------------------- |
|                                          | 法證先鋒IV （2020年2月18日－2020年3月28日) |                                         |
| 黃金有罪 （2020年1月7日－2020年2月15日） | 機場特警 （2020年3月31日－2020年5月2日）   |                                         |

| 美国 TVB1 黃金劇場 星期一至五 東岸時間 19:30－20:30 | 美国 TVB1 黃金劇場 星期一至五 東岸時間 19:30－20:30    | 美国 TVB1 黃金劇場 星期一至五 東岸時間 19:30－20:30 |
| --------------------------------------------------- | ------------------------------------------------------ | --------------------------------------------------- |
|                                                     | 法證先鋒IV （2020年2月17日－2020年3月27日）            |                                                     |
| 黃金有罪 （2020年1月7日－2020年2月15日）            | 機場特警 (20:00－21:00) (2020年3月30日－2020年5月1日） |                                                     |

| 臺灣 Vidol影音／KKTV／LINE TV／myVideo（網絡平台） 星期二至六 12:00上架 | 臺灣 Vidol影音／KKTV／LINE TV／myVideo（網絡平台） 星期二至六 12:00上架 | 臺灣 Vidol影音／KKTV／LINE TV／myVideo（網絡平台） 星期二至六 12:00上架 |
| ----------------------------------------------------------------------- | ----------------------------------------------------------------------- | ----------------------------------------------------------------------- |
|                                                                         | 法證先鋒IV （2020年2月18日－2020年3月28日）                             |                                                                         |
| -                                                                       | -                                                                       |                                                                         |

| 臺灣 LiTV 線上影視（網絡平台） 星期一至五 12:00上架 | 臺灣 LiTV 線上影視（網絡平台） 星期一至五 12:00上架 | 臺灣 LiTV 線上影視（網絡平台） 星期一至五 12:00上架 |
| --------------------------------------------------- | --------------------------------------------------- | --------------------------------------------------- |
|                                                     | 法證先鋒IV （2020年2月19日－2020年3月31日）         |                                                     |
| -                                                   | -                                                   |                                                     |

| 臺灣 中華電信MOD／Hami Video（網絡平台） 星期五、星期三 上架 | 臺灣 中華電信MOD／Hami Video（網絡平台） 星期五、星期三 上架 | 臺灣 中華電信MOD／Hami Video（網絡平台） 星期五、星期三 上架 |
| ------------------------------------------------------------ | ------------------------------------------------------------ | ------------------------------------------------------------ |
|                                                              | 法證先鋒IV （2020年2月21日－2020年3月）                      |                                                              |
| -                                                            | -                                                            |                                                              |

| 新加坡 佳樂台 9:00 熱播劇時段 星期一至四 21:10－22:00 | 新加坡 佳樂台 9:00 熱播劇時段 星期一至四 21:10－22:00 | 新加坡 佳樂台 9:00 熱播劇時段 星期一至四 21:10－22:00 |
| ----------------------------------------------------- | ----------------------------------------------------- | ----------------------------------------------------- |
|                                                       | 法證先鋒IV （2020年6月23日－2020年8月12日）           |                                                       |
| 多功能老婆 （2020年5月11日－2020年6月22日）           | 降魔的2.0 (2020年8月13日－2020年9月24日)              |                                                       |

| 新加坡 HUB娛家戲劇台 每晚 19:00－20:00  | 新加坡 HUB娛家戲劇台 每晚 19:00－20:00   | 新加坡 HUB娛家戲劇台 每晚 19:00－20:00 |
| --------------------------------------- | ---------------------------------------- | -------------------------------------- |
|                                         | 法證先鋒IV （2020年7月4日－2020年8月2日) |                                        |
| 黄金有罪 （2020年6月4日－2020年7月3日） | 機場特警 （2020年8月3日－2020年8月27日） |                                        |

| 新加坡 新傳媒U頻道 亞洲最HIT戲劇 星期一至五 22:00－23:00 | 新加坡 新傳媒U頻道 亞洲最HIT戲劇 星期一至五 22:00－23:00 | 新加坡 新傳媒U頻道 亞洲最HIT戲劇 星期一至五 22:00－23:00 |
| -------------------------------------------------------- | -------------------------------------------------------- | -------------------------------------------------------- |
|                                                          | 法證先鋒IV （2020年11月5日－2020年12月16日） PG13        |                                                          |
| 我們遇見的奇蹟 （2020年10月2日－2020年11月4日）          | 浪漫醫生金師傅2 （2020年12月17日－2021年1月19日）        |                                                          |

| 马来西亚 八度空間 TVB之最 星期一至五 19:00-19:58 | 马来西亚 八度空間 TVB之最 星期一至五 19:00-19:58 | 马来西亚 八度空間 TVB之最 星期一至五 19:00-19:58 |
| ------------------------------------------------ | ------------------------------------------------ | ------------------------------------------------ |
|                                                  | 法證先鋒IV (2021年5月7日-2021年6月17日)          |                                                  |
| 機場特警 (2021年4月2日-2021年5月6日)             | 飞虎之雷霆极战 (2021年6月18日-2021年7月29日)     |                                                  |

| 马来西亚 八度空間 星期一至五 13:00-14:00      | 马来西亚 八度空間 星期一至五 13:00-14:00              | 马来西亚 八度空間 星期一至五 13:00-14:00 |
| --------------------------------------------- | ----------------------------------------------------- | ---------------------------------------- |
|                                               | 法證先鋒IV（重播） （2021年12月9日-2022年1月19日）    |                                          |
| 機場特警 (重播) (2021年11月4日-2021年12月8日) | 飞虎之雷霆极战（重播） （2022年1月20日-2022年3月9日） |                                          |

| 新加坡 新传媒8频道 星期一至五 23:00 - 00:00 · （若当天《晚间新闻》因国会相关资讯而延长播报时间，则顺延至 23:15 - 00:15） | 新加坡 新传媒8频道 星期一至五 23:00 - 00:00 · （若当天《晚间新闻》因国会相关资讯而延长播报时间，则顺延至 23:15 - 00:15） | 新加坡 新传媒8频道 星期一至五 23:00 - 00:00 · （若当天《晚间新闻》因国会相关资讯而延长播报时间，则顺延至 23:15 - 00:15） |
| --- | --- | --- |
| | 法证先锋IV （2022年4月1日—2022年5月12日）                                                                                | |
| 蚀日风暴 （2021年2月10日—2022年3月31日）                                                                                 | 长歌行 （2022年5月13日—2022年7月20日）                                                                                   | |

| 马来西亚 TVB Magic 星期四至五 21:00 - 22:00 | 马来西亚 TVB Magic 星期四至五 21:00 - 22:00 | 马来西亚 TVB Magic 星期四至五 21:00 - 22:00 |
| ------------------------------------------- | ------------------------------------------- | ------------------------------------------- |
|                                             | 法证先锋IV （2023年6月22日—2023年9月29日）  |                                             |
| 频道开播                                    | 機場特警 （2023年10月5日—2023年12月28日）   |                                             |